# Elpidia
Elpidia és un gènere de cogombres de mar d'aigües profundes. Els membres es caracteritzen per les seves espícules en forma de vareta, que tenen cadascuna dos parells de braços horitzontals col·locats obliquament i dues apòfisis verticals.
Hi ha un alt grau d'endemisme en aquest gènere, amb diferents espècies que ocupen diferents conques o regions d'aigües profundes.

## Espècies
Es reconeixen les següents espècies dins del gènere Elpidia:
- Elpidia adenensis Belyaev, 1971
- Elpidia antarctica Belyaev, 1971
- Elpidia atakama Belyaev, 1971
- Elpidia belyaevi Rogacheva, 2007
- Elpidia birsteini Belyaev, 1971
- Elpidia chilensis Belyaev, 1971
- Elpidia decapoda Belyaev, 1975
- Elpidia echinata (R. Perrier, 1896)
- Elpidia glacialis Théel, 1876
- Elpidia gracilis Belyaev, 1975
- Elpidia heckeri Baranova, 1989
- Elpidia javanica Belyaev, 1971
- Elpidia kermadecensis Hansen, 1956
- Elpidia kurilensis Baranova & Belyaev in Belyaev, 1971
- Elpidia lata Belyaev, 1975
- Elpidia longicirrata Belyaev, 1971
- Elpidia minutissima Belyaev, 1971
- Elpidia ninae Belyaev, 1975
- Elpidia solomonensis Hansen, 1956
- Elpidia soyoae Ogawa, Morita & Fujita, 2020
- Elpidia sundensis Hansen, 1956
- Elpidia theeli Hansen, 1956
- Elpidia uschakovi Belyaev, 1971